# Sarıaydın, Silifke
Sarıaydın là một xã thuộc huyện Silifke, tỉnh Mersin, Thổ Nhĩ Kỳ. Dân số thời điểm năm 2011 là 1.477 người.